# Ponthieu (Adelsgeschlecht)
Ponthieu ist die Familie der Grafen von Ponthieu und Montreuil von der Mitte des 9. bis zum Ende des 11. Jahrhunderts.

## Geschichte
Der erste Graf ist Herluin, der 863 als Graf auftritt, nachdem er bereits zehn Jahre zuvor königlicher missus für Rouen und Ponthieu auftrat. Die Grafschaften Ponthieu und Montreuil wurden knapp 140 Jahre vom Vater auf den Sohn vererbt, bis mangels männlicher Nachkommen das Haus Montgommery in Person von Robert de Bellême durch Heirat die Nachfolge antrat.

## Stammliste (Auszug)
1. Heligaud (831 bezeugt; † wohl 866), Graf, 860 wohl Abt von Saint Riquier
  1. Herluin, 868 bezeugt, 853 königlicher missus für Rouen und Ponthieu, 863 comes
    1. Hilgaud, 877–879 Graf von Montreuil
      1. Herluin (X 13. Juli 945 gegen die Normannen), Graf von Ponthieu, 944/945 Graf von Amiens
        1. Roger, 948–957 Graf von Montreuil
          1. Hugues († 981)
            1. Hugues I. de Montreuil († 4. Juli um 1000), 981 advocatus (Vogt) von Ponthieu, erhält von Hugo Capet vor 981 Abbeville; ⚭ Gisle von Frankreich, Tochter von König Hugo Capet, (Kapetinger)
              1. Enguerrand I., advocatus um 1026, 1042 bezeugt, durch Heirat comes, 1048 als Graf bezeugt; ⚭ Adeliva, Witwe von Balduin, Graf von Boulogne, wohl Tochter von Graf Arnulf von Friesland (Gerulfinger)
                1. Hugues II. (1035 bezeugt; † erschlagen 20. November vor 1052), Graf von Montreuil, begraben in Saint-Riquier; ⚭ Berthe d’Aumale, Tochter von Guérinfrid, Sire d’Aumale
                  1. Enguerrand II. (X 25. Oktober 1053 vor der Burg Arques), Graf von Montreuil, Sire d’Aumale; ⚭ Adelaide von Normandie, Gräfin von Aumale 1081/84 († vor 1090), Tochter von Robert I., Herzog der Normandie, (Rolloniden)
                    1. Gui I. († 13. November 1100), 1060 Graf von Ponthieu, 1110 Graf von Montreuil und Ponthieu, gründet 1075 Saint-Pierre in Abbeville
                      1. Agnes (1100 bezeugt; † vor 1103); ⚭ kurz vor 9. September 1087 Robert de Bellême († nach 1130), (Haus Montgommery)

                    2. Hélissende (1096 bezeugt); ⚭ vor 1091 Hugues II., Graf von Saint-Pol († wohl 1118/19), (Haus Candavene)

                  2. Tochter; ⚭ Wilhelm von Talou, 1053 Graf von Arques, (Rolloniden)

                2. Gui, 1058–1074 Bischof von Amiens
                3. Fulco († nach 1059), 1042 Abt von Saint-Riquier, 1045 Abt von Forestmoutier